# George Edwin Bergstrom
George Edwin Bergstrom, ameriški arhitekt, * 1876, † 1955.
Deloval je v Kaliforniji, kjer je načrtoval številne javne in zasebne zgradbe v širši regiji.
Najbolj je znan po tem, da je z Davidom J. Witmerjem leta 1941 skonstruiral Pentagon, sedež ameriškega obrambnega ministrstva v Arlingtonu.